# Pterandra hatschbachii
Pterandra hatschbachii là một loài thực vật có hoa trong họ Malpighiaceae. Loài này được W.R.Anderson miêu tả khoa học đầu tiên năm 1993.